# البهنساوية (عمل)
الأعمال البهنساوية هو تقسيم جُغرافي مصري استُحدث في عصر الدولة الفاطمية على أراضي كور البهنسا وأهناس والقيس القديمة وهي من كور الوجه القبلي، وكانت قاعدتها مدينة البهنسا، ثم ضُمت إليها بعض قرى الأعمال البوصيرية بعد إلغائها، وظل العمل قائمًا بهذه الأعمال حتى بداية العصر العثماني في مصر.

## نواحي الأعمال البهنساوية

### نواحي لا زالت موجودة إلى اليوم

#### نواحي تتبع الأعمال البهنساوية في الروك الصلاحي
| المحافظة | المركز   | القرى |
| -------- | -------- | --- |
| بني سويف | الفشن    | أقفهس · شنرا القبلية · أبسوج · الجفدون · الفشن · الفنت · القليعة · تلت · دلهانس · سفط العُرَفا                                                            |
| بني سويف | الواسطى  | إفوا · سفط بني وعله · قمن · ميدوم · أطواب · إدريجه |
| بني سويف | إهناسيا  | إهناس المدينة · قاي · بهنموه · القصنون · قله · قلها · منهرة · ننا وبهننا                                                                                |
| بني سويف | ببا      | ببا الكبرى · طوه · سدس · سفط راشين · طرشوب · قنبش · هربشنت · هلليه                                                                                      |
| بني سويف | بني سويف | منفسويه · إهناسية الصغرى · إهوهبروط · باها · تزمنت · دموشيه                                                                                             |
| بني سويف | سمسطا    | دشطوط الحرجة · سمسطا |
| بني سويف | ناصر     | بوش قرا · الزيتون · دلاص · أشمنت |
| المنيا   | العدوة   | بام · البجهور · القايات · صفنية · منشية حلفا |
| المنيا   | بني مزار | أبطوجة · جلف · بو جرجا · أشروبة · إهطو · إبشاق · البهنسا · أهريت · القيس · أرجنوس · بردونه · كفر بلّا · دير الخادم · شلقام · سفط بو جرجا · سندفا · طمببو |
| المنيا   | سمالوط   | سطال · ديقوف · طحا المدينة · طرفه · قلوسنا · دنقام · ساقية محفوظ · منقطين                                                                               |
| المنيا   | مطاي     | بجاج · أبوان · إدقاق · بردنوهه · سيله · الكفور الصولية · جوادة · مطاي · منبال                                                                           |
| المنيا   | مغاغة    | طمبدي · آبه · إشنين · دروط بلهاسة · برطباط · ملبسانه · منية بو شعرة · دهروط · دهمرو · شرونه · شمر البصل · قفادة · نموى وجزيرة الحجر · ميانة سلقوس       |

#### نواحي أضيفت إلى الأعمال البهنساوية في الروك الناصري
| المحافظة | المركز   | التبعية وقت الروك الصلاحي | القرى |
| -------- | -------- | ------------------------- | --- |
| بني سويف | الفشن    | قرى استجدت                | البراقي · الكنيسة · بسفا · طلا · الحافر · البلجمون · ذنب التمساح                                                |
| بني سويف | الواسطى  | البوصيرية                 | أبو صير قوريدس · أبويط · الميمون · ببيج قمن · منفسطه · ونا                                                      |
| بني سويف | الواسطى  | قرى استجدّت                | الحومية · ناموسه                                                                                                |
| بني سويف | إهناسيا  | البوصيرية                 | النويرة |
| بني سويف | إهناسيا  | الفيومية                  | سدمنت · ببيج غيلان                                                                                              |
| بني سويف | إهناسيا  | قرى استجدّت                | براوه · الشوبك · منشأة قاي · شراهي · معصرة قاي · منشأة العرب · ميانة قاي · بركة برّو                             |
| بني سويف | ببا      | قرى استجدّت                | أبو دخان · البرانقة · منشية بني ضبعان · الكواشره · كفر بني قاسم · جزيرة الكواشره · طنسا العامرة · منيل بني موسى |
| بني سويف | بني سويف | البوصيرية                 | بلفيا |
| بني سويف | بني سويف | قرى استجدّت                | أم الحكم · الصوالحة · بني هارون · حاجر بني سليمان                                                               |
| بني سويف | سمسطا    | قرى استجدّت                | العساكرة · دشاشة · كوم الرمل                                                                                    |
| بني سويف | ناصر     | البوصيرية                 | بهبشيم · دنديل · طحا بوش · طنسا الملق                                                                           |
| بني سويف | ناصر     | قرى استجدّت                | البرج · موش الحرجة · الكوم الأخضر والمحدث                                                                       |
| المنيا   | العدوة   | قرى استجدّت                | البسقنون · العدوة · المسيد · سلقوس · العطف                                                                      |
| المنيا   | المنيا   | الأشمونين                 | البرجاية |
| المنيا   | بني مزار | قرى استجدّت                | الجندية · بني خالد · منيل بني علي                                                                               |
| المنيا   | سمالوط   | الأشمونين                 | أطسا · البيهو                                                                                                   |
| المنيا   | سمالوط   | قرى استجدّت                | شوشة · كوم الراهب                                                                                               |
| المنيا   | مطاي     | قرى استجدّت                | بني محمد · كوم حلوة                                                                                             |
| المنيا   | مغاغة    | قرى استجدّت                | إطناي · بلهاسة · مرج بني عفيف · منشية بني غرواسن                                                                |

### نواحي اندثرت مُحدّدة الموقع
| القرية              | ملاحظات |
| ------------------- | --- |
| أبو كعب             | ذكرها ابن الجيعان في الأعمال البهنساوية، ومحلها اليوم «حوض أبو عقاب» التابع لناحية عزبة الشنطور.                |
| الشناوية            | ذكرها ابن مماتي في الأعمال البهنساوية، وقد ألغيت حديثًا، وضُمت إلى زمام مدينة ناصر.                               |
| الناوية             | ذكرها ابن مماتي وابن الجيعان في الأعمال البهنساوية، ومحلها اليوم «حوض سكن الناوية» التابع لناحية زاوية الناوية. |
| النخلة              | ذكرها ابن الجيعان في الأعمال البهنساوية، ومحلها اليوم «حوض الشيخ سليمان» التابع لناحية البيهو.                  |
| بركة الأسياد        | ذكرها ابن الجيعان في الأعمال البهنساوية، ومحلها اليوم «حوض الأسياد» التابع لناحية الفنت.                        |
| بطاس                | ذكرها ابن مماتي وابن الجيعان في الأعمال البهنساوية، وأرضها اليوم تابعة لناحية صندفا.                            |
| بلطيه               | ذكرها ابن الجيعان في الأعمال البهنساوية، ومحلها اليوم «حوض بلطيه» التابع لناحية جوادة.                          |
| دحطوط الحجارة       | ذكرها ابن مماتي وابن الجيعان في الأعمال البهنساوية، وأرضها اليوم تابعة لناحية جبل النور.                        |
| دقناش               | ذكرها ابن الجيعان في الأعمال البهنساوية، ومحلها اليوم «حوض دقناش» التابع لناحية مزورة.                          |
| دير ابن هيج         | ذكرها ابن مماتي وابن الجيعان في الأعمال البهنساوية، ومحلها اليوم «حوض الكوم الأبيض» التابع لناحية طرفا.         |
| دير أبو نمله        | ذكرها ابن مماتي في الأعمال البهنساوية، وكانت بالقرب من ناحية دير السنقورية.                                     |
| دير الجوع           | ذكرها ابن الجيعان في الأعمال البهنساوية، ومحلها اليوم «حوض الدير» التابع لناحية أقفهص.                          |
| دير طرفه            | ذكرها ابن مماتي وابن الجيعان في الأعمال البهنساوية، ومحلها اليوم «حوض كوم الشقافة» التابع لناحية طرفا.          |
| ساحل أبو صير قوريدس | ذكرها ابن الجيعان في الأعمال البهنساوية، ومحلها اليوم «حوض الجرف» و«حوض الجزائر» في أراضي ناحية أبو صير الملق.  |
| طرفيانه             | ذكرها ابن مماتي وابن الجيعان في الأعمال البهنساوية، وأرضها اليوم تابعة لناحية بردنوها.                          |
| طونيه               | ذكرها ابن الجيعان في الأعمال البهنساوية، ومحلها اليوم «حوض طونية الكبيرة» التابع لناحية كوم أبو خلاد.           |
| عطف خلاص            | ذكرها ابن الجيعان في الأعمال البهنساوية، وأرضها اليوم تابعة لناحية مزورة.                                       |
| قبالة المُغنية       | ذكرها ابن مماتي في الأعمال البهنساوية، ومحلها اليوم «حوض المغنية» التابع لناحية أبسوج.                          |
| كوم أبو سنابل       | ذكرها ابن مماتي وابن الجيعان في الأعمال البهنساوية، ومحلها اليوم «حوض أبو سنابل» التابع لناحية داقوف.           |
| كوم الموارس         | ذكرها ابن الجيعان في الأعمال البهنساوية، وأرضها اليوم تابعة لناحية أبو صير الملق.                               |
| منية الدبّان         | ذكرها ابن مماتي في الأعمال البهنساوية، وأرضها اليوم تابعة لناحية منشأة اليوسفي.                                 |
| منيل بني حبيب       | ذكرها ابن الجيعان في الأعمال البهنساوية، وأرضها اليوم تابعة لناحية بردنوها.                                     |
| هبشور               | ذكرها ابن الجيعان في الأعمال البهنساوية، وأرضها اليوم تابعة لناحية صندفا.                                       |

### نواحي اندثرت مجهولة الموقع
- الحافر[26]
- الحصص الفضلية[18][26]
- جزيرة البصليه والعين[37]
- جزيرتي البوص والقلانس[20]
- جزيرة سواقي الأشعري[37]
- جزيرة مياس[20]
- خليج الستين[66]
- دير تادرس[18]
- قبالة بو حمرة[11]
- كفر بني حكيم[36]
- كنيسة بوهمينه الفدن[21]
- منية العلوي[14]
- منية بو يعقوب[14]
- نروه[37]
- هنتفه[17][31]